# Martin Salcman
Martin Salcman (7. května 1896 Druztová – 16. května 1979 Praha), byl český malíř, ilustrátor, fotograf, učitel malby na fakultě architektury ČVUT a profesor na Vysoké škole pedagogické (pedagogické fakultě Karlovy univerzity).

## Životopis
Narodil se v Druztové na Plzeňsku jako starší ze dvou synů obuvníka Václava Salcmana (1871-1910) z Kyšic a jeho manželky Magdalény. V Plzni byl v letech 1909-1912 evidován jako malířský pomocník.. Chybělo mu tedy absolutorium nižšího reálného gymnázia, které mělo být podmínkou k přijetí na Akademii výtvarných umění v Praze. V letech 1914–1915 tam přesto studoval v přípravném studiu (Jan Preisler, asistent Josef Loukota) a v letech 1915–1924 studoval malbu na u prof. Karla Krattnera). V letech 1926–1928 absolvoval studijní pobyt v Paříži, kde vystavoval v Espace Eiffel Branly. Později cestoval po Španělsku.
Od roku 1928 vystavoval své obrazy s Uměleckou besedou, od roku 1929 byl jejím řádným členem.  V roce 1931 se oženil s herečkou Marií Lukášovou, se kterou se v roce 1949 rozvedl.
V letech 1945–1946 byl učitelem malby na katedře architektury ČVUT. V letech 1946–1972 působil jako pedagog a posléze profesor malby a výtvarné výchovy na Pedagogické fakultě UK. Kromě praktické výuky se věnoval také teorii výtvarné výchovy a napsal o ní několik statí.

## Dílo

### Obrazy
Věnoval se převážně olejomalbě žánrových námětů, portrétům, krajinomalbě i zátiším Jeho často monumentální kompozice prostých i meditativních témat působí harmonicky a vyváženě. K významným obrazům patří díla z 20.-30. let: Milosrdný Samaritán, Portrét Františka Tichého v kostýmu harlekýna, Portrét slečny Kufy, Portrét manželky nebo Baskická krajina (1938). Po vstupu do KSČ, začal malovat také témata politická.

### Teorie umění
Psal o tvorbě svých současníků (Lev Šimák, Václav Hejna, Oldřich Kerhart, Jan Preisler, Václav Rabas, Marie Schmidtová), většinou úvodní stati do katalogů jejich výstav. Doprovázel je vlastními fotografiemi. Monografii věnoval svému příteli Václavu Rabasovi (1948). Dále napsal několik statí k teorii výtvarné výchovy (kompozice, barva, aj.) o výtvarné s umělecké kultuře. Publikoval v časopise Výtvarné umění.